# マールバラ (戦艦)
| 1912年に撮影されたマールバラ | |
| 艦歴                         | |
| 発注:                        | |
| 起工:                        | 1912年1月25日                                                                                         |
| 進水:                        | 1912年10月24日                                                                                        |
| 就役:                        | 1914年6月2日                                                                                          |
| 退役:                        | 1932年6月27日                                                                                         |
| その後:                      | |
| 除籍:                        | 1932年                                                                                                |
| 性能諸元                     | |
| 排水量:                      | 基準：25,000トン、 満載：29,500トン                                                                   |
| 全長:                        | 622 ft 9 in                                                                                           |
| 全幅:                        | 90 ft                                                                                                 |
| 吃水:                        | 32 ft 9 in                                                                                            |
| 機関:                        | Brawn-Bowery-Parsons式蒸気タービン4 基 Babcock & Wilcox or Yarrow缶18缶4軸推進 29,000 馬力            |
| 最大速:                      | 21.25ノット                                                                                           |
| 航続距離:                    | 14,000 浬（10ノット時）                                                                               |
| 兵員:                        | 925 名                                                                                                |
| 兵装:                        | 45口径13.5 in連装砲 5基 45口径6 in単装砲 12 門 20口径3 in単装高角砲 2門 21 in水中発射型魚雷発射管 4基 |
| 装甲:                        | 装甲帯 12 in 隔壁 8 in 砲座 10 in 砲塔 11 in 甲板 2.5 in                                              |

マールバラ (HMS Marlborough) は、イギリス海軍の超弩級戦艦。アイアン・デューク級戦艦の2番艦。艦名は初代マールバラ公ジョン・チャーチルに因む。

## 艦歴
マールバラはプリマスのデヴォンポート・ドックヤードで1912年10月24日に進水、1914年6月2日に就役する。
第一次世界大戦では、姉妹艦とともにスカパ・フローを根拠地とするグランドフリート第1戦艦戦隊に所属した。マールバラは、1916年3月31日に行われたユトランド沖海戦に参加し162発もの主砲弾を発射して、独戦艦グローサー・クルフュルストに命中弾3発、巡洋艦ヴィースバーデンにも損害を与えたものの、自身も魚雷による損傷を受けた。その結果、命中箇所の船体中央の装甲は完全に吹き飛び横20m、縦6mもの大穴があき、左舷への傾斜も相まって、全砲門が沈黙し、辛うじて浮かんでいるという状況だった。修理はタインで行われ、復帰までに3カ月を要した。

### ロマノフ家の救出
1917年にロシアで革命が発生すると、マールバラは連合国を代表して黒海方面へ派遣された。1918年11月にドイツが降伏すると、マールバラはジョン・デ・ローベック提督の指揮下、旧ロシア帝国領に進駐するイギリス艦隊の1艦としてウクライナに向かった。
1919年にはジョージ5世の命により、クリミア半島の避暑地ヤルタに幽閉されていた彼の叔母であるマリヤ・フョードロヴナ皇太后とその家族を救うため、マールバラは4月4日、連合国の占領下にあったオスマン帝国のイスタンブールを発し、一路セヴァストーポリ方面へ向かった。
4月7日、ヤルタに到達したマールバラは、ロマノフ一家の救出を速やかに実行した。当時、旧ロシア帝国海軍の主力は連合国軍の管理下に置かれており、残る艦船も連合国と同盟関係にある白軍が掌握していて、敵方となるソビエト軍にはマールバラに対抗できるような海上戦力はなかった。
不幸にして、皇帝ニコライ2世とその一家（アレクサンドラ皇后と4人の皇女たち、アレクセイ皇太子）は前年に幽閉先のエカテリンブルクで殺害されていたが、マールバラの救出劇のお陰で多くの皇族や貴族たちが命拾いした。その中にはマリア・フョードロヴナ皇太后のほか、その娘のクセニア・アレクサンドロヴナ、孫のイリナ・アレクサンドロヴナ、その夫フェリックス・ユスポフ公爵、元ロシア帝国軍最高総司令官ニコライ・ニコラヴィチ大公ら多数の皇族や貴族が含まれていた。また、アントーン・デニーキン将軍ら白軍の一部も国外への亡命を希望し、同乗した。
大勢の難民たちを乗せたマールバラは、ロシアの内戦から安全なイスタンブールに到着し、これらの人々の多くはイギリスやフランス、そしてのちにはアメリカ合衆国などへ逃れた。

### 最期
大戦が終結すると、世界各国は財政的な理由から牽制のための海軍艦艇の制限を検討するようになった。その結果、1922年にワシントン海軍軍縮条約が締結された。この条約に絡んで多くの戦艦が処分される中、13.5 in砲10 門と超弩級戦艦としては比較的非力であったマールバラは1932年6月27日に売却、解体された。